# A Year Without Rain Tour
Tournées par Selena Gomez and the Scene
Selena Gomez and the Scene: Live in Concert
(2009-2010) We Own the Night Tour
(2011-2012)
A Year Without Rain Tour est la deuxième tournée du groupe américain Selena Gomez and the Scene. Durant cette tournée, les membres du groupe ont chanté plusieurs chansons de leur précédent album, puis de leur deuxième album A Year Without Rain ainsi que des chansons d'autres artistes comme Taylor Swift, Katy Perry, Pat Benatar, Jason Derülo et Cheryl Cole. Le groupe a fait 1 concert en Europe, 15 aux États-Unis et 2 en Amérique du Sud.

## Invités
- Allstar Weekend

- Christina Grimmie

- Days Difference

## Listes des chansons

### 2010
1. Round & Round
2. Crush
3. Kiss & Tell
4. More
5. You Belong With Me (chanson de Taylor Swift)
6. I Won't Apologize
7. The Way I Loved You
8. A Year Without Rain
9. I Don't Miss You At All
10. Hot n Cold (chanson de Katy Perry)
11. Falling Down
12. Love Is A Battlefield (chanson de Pat Benatar)
13. In My Head (chanson de Jason Derülo)
14. Tell Me Something I Don't Know
15. Naturally
16. Magic

### 2011
1. Round & Round
2. Kiss & Tell
3. More
4. You Belong With Me (chanson de Taylor Swift)
5. Off The Chain
6. The Way I Loved You
7. Falling Down
8. Love Is A Battlefield (chanson de Pat Benatar)
9. In My Head (chanson de Jason Derülo)
10. Intuition
11. Rock God
12. A Year Without Rain
13. Parachute (chanson de Cheryl Cole)
14. Tell Me Something I Don't Know
15. Naturally
16. Magic

## Dates et lieux
| Europe           |                   |             |                                    |
| 20 octobre 2010  | Londres           | Royaume-Uni | HMV Hammersmith Apollo             |
| Amérique du Nord |                   |             |                                    |
| 23 octobre 2010  | Las Vegas         | États-Unis  | Theatre for the Performing Arts    |
| 24 octobre 2010  | Phoenix           | États-Unis  | Arizona Veterans Memorial Coliseum |
| 6 novembre 2010  | Columbus          | États-Unis  | Celeste Center                     |
| 26 novembre 2010 | Grand Prairie     | États-Unis  | Verizon Theatre at Grand Prairie   |
| 27 novembre 2010 | Tulsa             | États-Unis  | Brady Theatre                      |
| 5 décembre 2010  | Los Angeles       | États-Unis  | Nokia Theatre                      |
| 6 décembre 2010  | Minneapolis       | États-Unis  | Target Center                      |
| 8 décembre 2010  | Camden            | États-Unis  | Susquehanna Bank Center            |
| 9 décembre 2010  | Lowell            | États-Unis  | Tsongas Center                     |
| 10 décembre 2010 | New York          | États-Unis  | Madison Square Garden              |
| 23 janvier 2011  | San Juan          | Porto Rico  | José Miguel Agrelot Caliseum       |
| Amérique du Sud  |                   |             |                                    |
| 2 février 2011   | Santiago du Chili | Chili       | Movistar Arena                     |
| 4 février 2011   | Buenos Aires      | Argentine   | Sede Jorge Newberry                |
| Amérique du Nord |                   |             |                                    |
| 5 mars 2011      | Hidalgo           | États-Unis  | State Farm Arena                   |
| 6 mars 2011      | Houston           | États-Unis  | Reliant Stadium                    |
| 20 mars 2011     | Los Angeles       | États-Unis  | Gibson Amphitheatre                |
| 7 mai 2011       | Dixon             | États-Unis  | Dixon Fairground Grandstand        |
| 14 mai 2011      | Los Angeles       | États-Unis  | Staples Center                     |